# Artillerie de marine
Ne doit pas être confondu avec Artillerie navale.
L’artillerie de marine est une spécialité, au même titre que l'infanterie de marine, des troupes de marine françaises.

## Historique

### Création et différentes organisations
L'artillerie de marine apparaît en 1645. Néanmoins, sa création officielle date du 16 février 1692, quand deux compagnies voient le jour à Brest et Toulon. Une troisième est créée à Rochefort en 1694. En 1761, il existe neuf brigades d'artillerie de la marine à terre. En 1769, sous l'impulsion du chevalier de Fautras, major du port de Brest, est constitué le Corps royal d'artillerie de la marine, qui comprend alors neuf brigades. En 1784, il devient le Corps royal de l'artillerie des colonies. En 1786, on voit apparaître un « corps royal des canonniers matelots ».

### Sous la Révolution française
En 1792, la marine est dotée de deux régiments d'artillerie : le 1er, stationné à Brest, et le 2d, basé à Toulon. L'artillerie de marine joue un rôle prépondérant dans toutes les campagnes sur mer, mais aussi sur terre. En 1795, le corps est réparti en sept demi-brigades à trois bataillons, il est constitué des bataillons d'outre-mer. En 1803, les demi-brigades sont remplacées par quatre régiments, le 1er (Brest), le 2e (Gênes, Brest et Toulon), le 3e (Rochefort) et le 4e (Lorient). Ils constituent la base de toute l'organisation jusqu'en 1900.

### Premier Empire

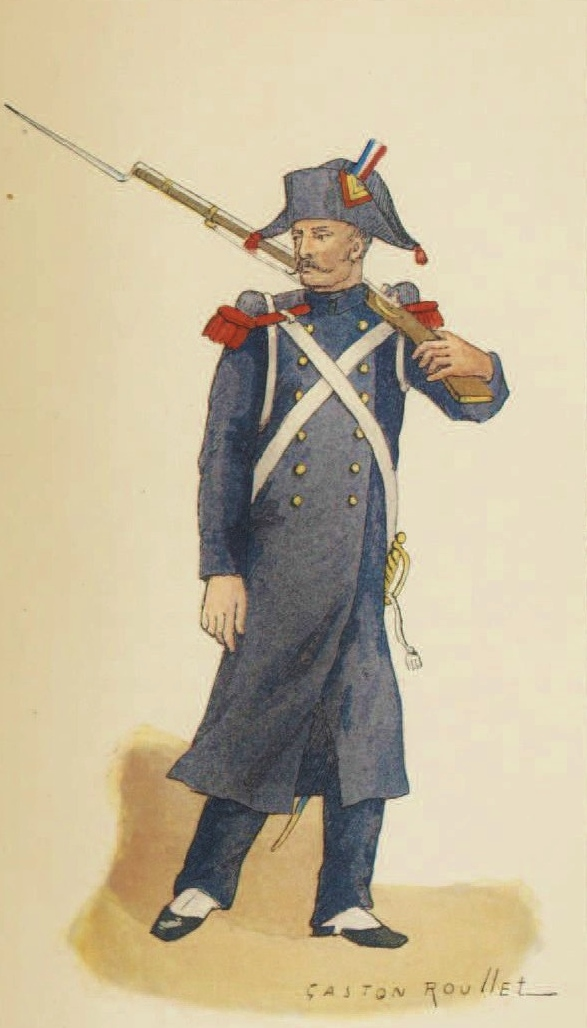
Artilleur de marine en tenue de campagne, 1813. Illustration de Gaston Roullet.

Le 9 novembre 1804, l'artillerie de marine est réorganisé et prend le titre de « corps impérial ». De 1804 à 1808, toutes les troupes de marine présentes dans les colonies françaises sont rapatriées en France et stationnées dans les ports. Elles y sont instruites au service de l'infanterie et de l'artillerie. Le 29 janvier 1812, Napoléon Ier décrète que l'effectif des régiments d'artillerie de marine passera de 150 à 250 hommes. En 1812, treize de leurs officiers prennent part à la campagne de Russie, et au début de l'année 1813, les artilleurs de marine sont mis à la disposition du ministère de la Guerre.
Vingt bataillons sont regroupés à Mayence avant de constituer la majeure partie du 6e corps d'armée du maréchal Auguste Marmont, qui compte 16 000 soldats. Engagés en 1813 dans la campagne d'Allemagne, les troupes d'artillerie de marine participent à la bataille de Lützen, le 2 mai, au sein de la division du général Jean Dominique Compans. Positionnées près du village de Starsiedel, elles subissent le tir de 150 pièces d'artillerie. La cavalerie coalisée charge le 1er régiment, qui forme le carré et repousse tous les assauts. Le maréchal Marmont écrit à propos de la conduite du 1er qu'« il montra ce qu'une bonne infanterie peut contre la cavalerie. ». Le 1er régiment perd au cours de la bataille 742 tués et 350 blessés, soit le tiers de son effectif. Les artilleurs de marine sont également présents à Bautzen, puis à Dresde. Du 16 au 19 octobre, les quatre régiments des troupes de marine combattent pendant la bataille de Leipzig, particulièrement à Möckern. Le village, tenu par le 2e de marine, est attaqué par le 1er corps d'armée prussien en surnombre, contraignant les défenseurs à reculer après un affrontement honorable. Le général Joseph Lagrange lance alors à la baïonnette la 2e brigade de sa division, dont fait partie le 4e de marine, qui refoule les Prussiens et réoccupe le terrain. À la fin des combats, les soldats de marine accusent de très lourdes pertes, le 2e régiment ayant par exemple 1 178 hommes tués ou blessés. Ils prennent encore part à la bataille de Hanau, le 30 octobre 1813. Le 3e de marine inscrit cet affrontement à son étendard.
Le courage et le comportement des marins pendant la campagne d'Allemagne les font considérer comme les meilleures unités de l'armée, avec la Garde impériale. Au 2 novembre 1813, des 17 338 artilleurs de marine présents au début de l'année, seuls 3 661 sont encore dans les rangs. 2 412 sont morts, 729 sont blessés et 2 319 ont été faits prisonniers.

### XXesiècle
Le 7 juillet 1900, l'artillerie de marine est rattachée à l'Armée de terre et prend alors le nom d'Artillerie Coloniale. À chaque siècle, les régiments d'artillerie de marine sont présents dans tous les conflits du globe.

### XXIesiècle
En 2016, il reste le 3e et le 11e régiment d'artillerie de marine.

## Étendards

Étendard du 1er régiment d'artillerie de marine.
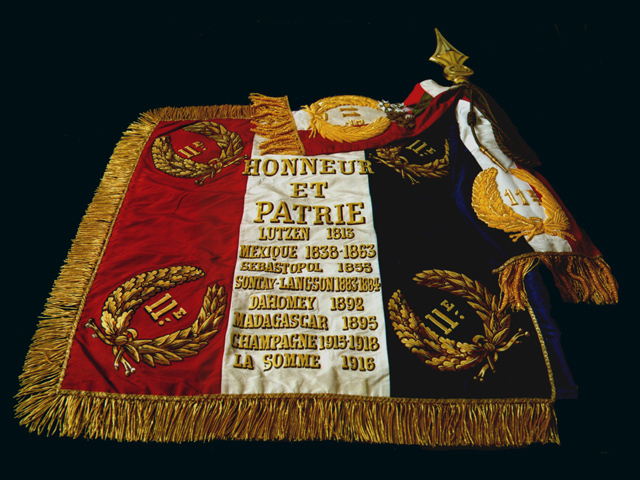
Étendard du 11e régiment d'artillerie de marine.

## Galerie

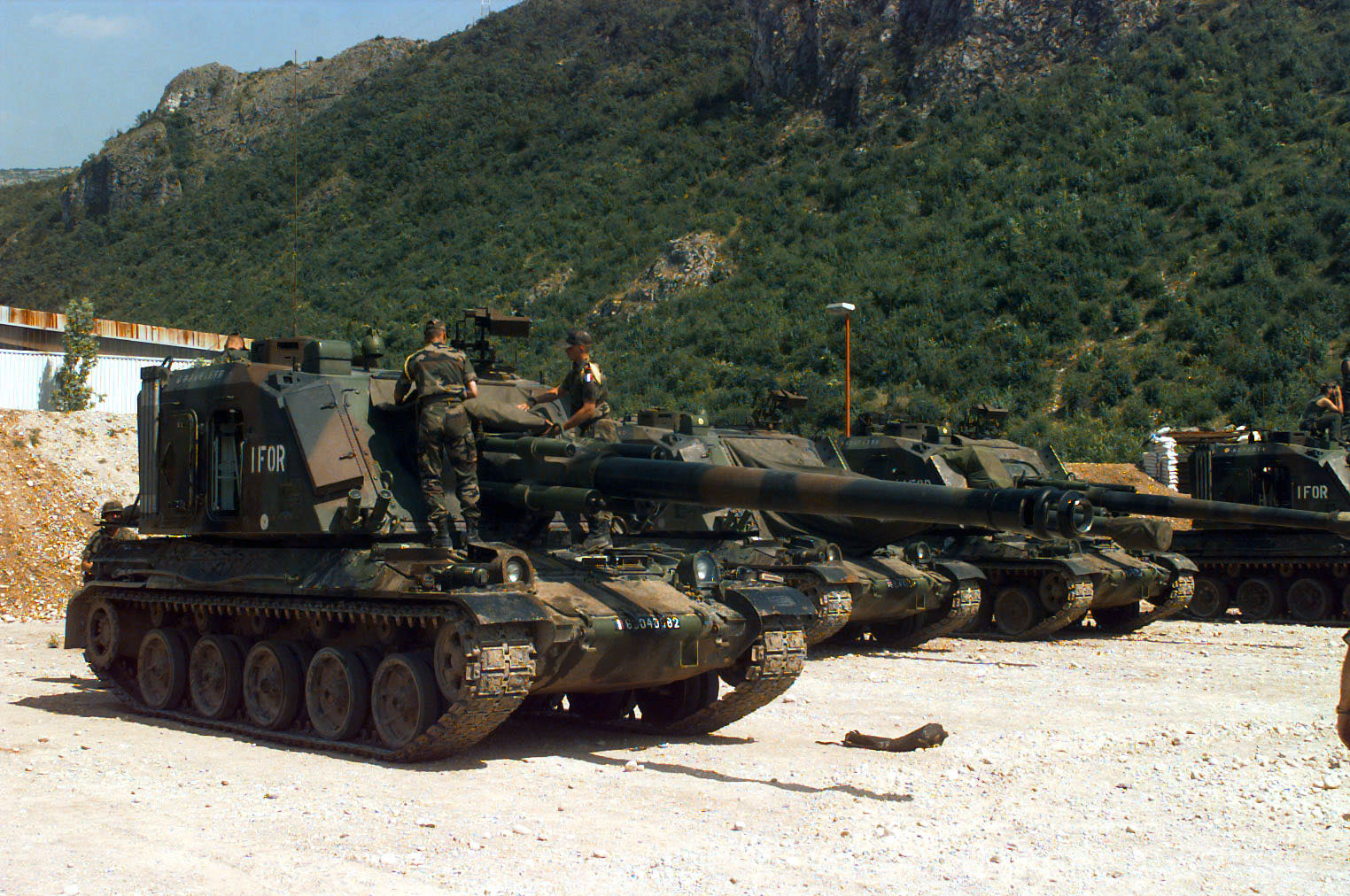
Canon automoteur de 155 mm AMX AuF1.
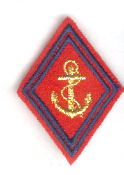
Losange modèle 45.
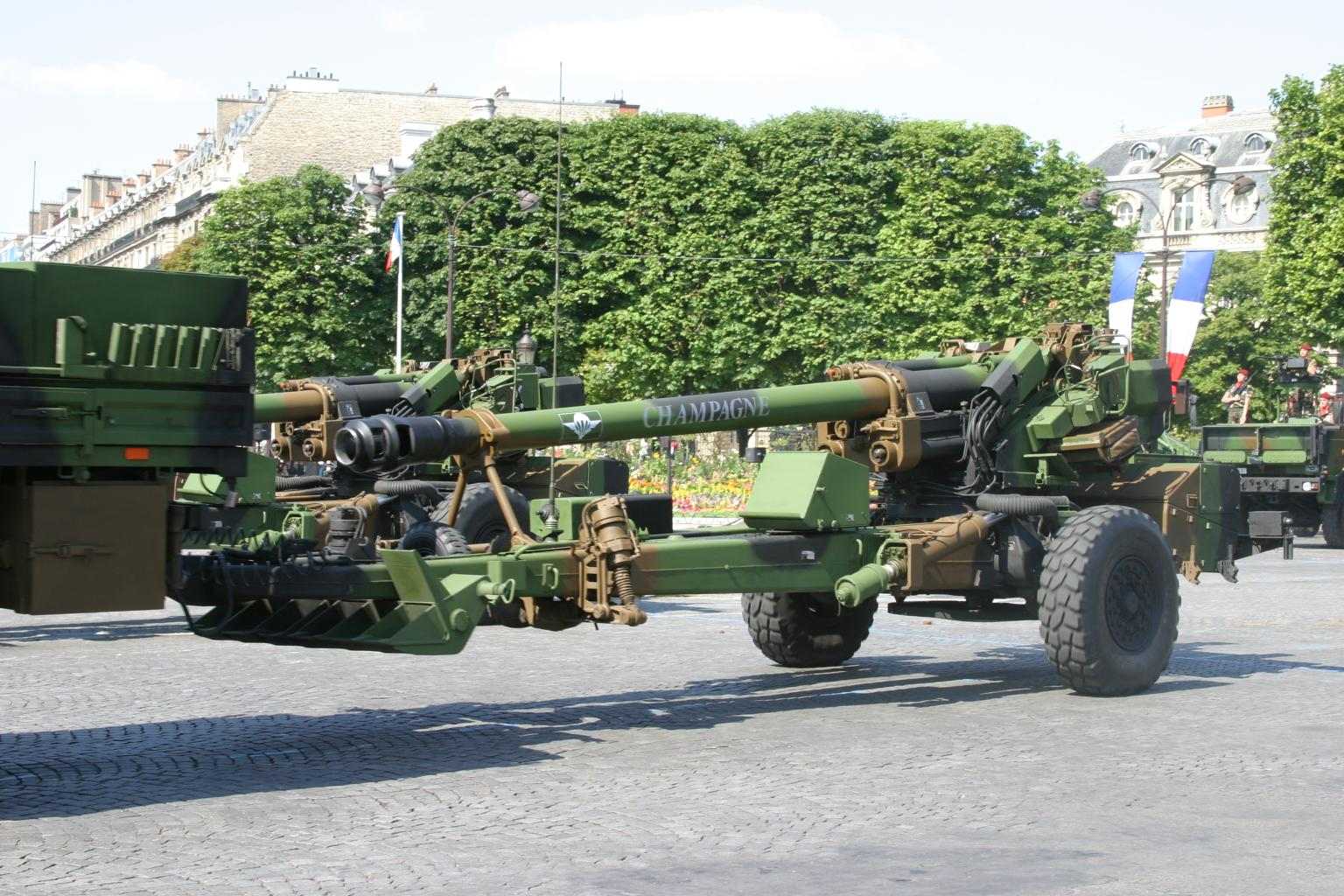
Canon TRF1 de 155 mm tracté par un TRM 10000.
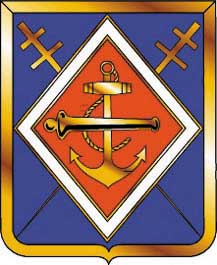
Insigne du 1er régiment d'artillerie de marine.
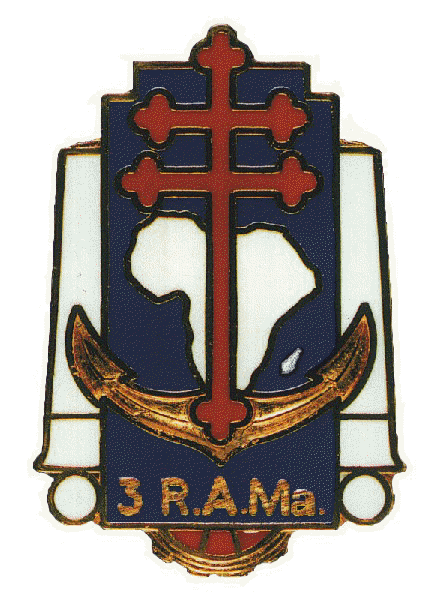
Insigne du 3e régiment d'artillerie de marine.
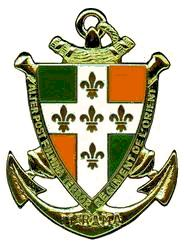
Insigne du 11e régiment d'artillerie de marine.
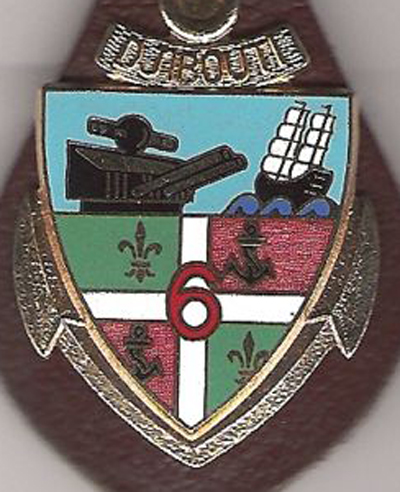
Insigne du 6e régiment d'artillerie de marine.